# Sawo Christow
Sawo Iwanow Christow (bg. Саво Иванов Христов) – bułgarski zapaśnik walczący w stylu klasycznym. Srebrny medalista mistrzostw Europy w 1977 i brązowy w 1978. Drugi na ME młodzieży w 1972 roku.